# Нараин, Сунита
Сунита Нараин (англ. Sunita Narain, род. 23 августа 1961, Нью-Дели) — индийская политическая активистка, энвайронменталист, сторонница зелёной концепции устойчивого развития. Нараин является генеральным директором исследовательского института Центра науки и окружающей среды в Индии, директором Общества экологических коммуникаций и редактором журнала Down To Earth, выходящего 2 раза в месяц.
В 2016 году Нараин вошла в список 100 самых влиятельных людей согласно журналу Time.

## Образование
Нараин заочно окончила университет Дели (1980—1983). Она также имеет ряд степеней почётного доктора наук от университетов по всему миру.

## Карьера
Во время окончания обучения в Университете Дели, Нараин начала работать с Центром науки и окружающей среды в 1982 году, сотрудничая с основателем — Анилом Агарвалом. В 1985 году она была соредактором отчёта о состоянии окружающей среды Индии, а потом продолжила изучение вопросов, связанных с управлением лесами. Чтобы понять, как люди пользуются природными ресурсами, она путешествовала по стране в рамках этого проекта. В 1989 году Нараин и Анил Агарвал написали публикацию «К зелёным силам» на тему местной демократии и устойчивого развития. За годы работы в центре она изучала взаимосвязь между окружающей средой и развитием и работала над формированием общественного мнения о необходимости устойчивого развития. В 2012 году она написала 7-й отчёт об окружающей среде Индии, Excreta Matters, анализ водоснабжения и загрязнения городов Индии.
В течение многих лет Нараин также разработала системы управления и финансовой поддержки, необходимые для центра, в котором работает свыше 100 сотрудников, и динамичный профиль программы. В начале 1990-х годов она занялась глобальными экологическими проблемами, и она продолжает работать над ними как исследователь и защитница окружающей среды. Её научные интересы являются широкими — от глобальной демократии, с особенным акцентом на климатические изменения, до потребности в местной демократии, в рамках которой она работала как над управлением лесными ресурсами, так и с проблемами, связанными с водой. Нараин остаётся активной участницей гражданского общества как на национальном, так и на международном уровне. Нараин возглавляет менеджмент центра и принимает активное участие в ряде исследовательских проектов и гражданских кампаний
Под её руководством Центр науки и окружающей среды выявил высокий уровень пестицидов, содержащихся в безалкогольных напитках американских брендов, таких как Cola и Pepsi.
Нараин является членом правления разных организаций и правительственных комитетов, а также выступала на многих форумах по всему миру по вопросам, которые её волнуют и интересуют. В 2008 году Нараин выступила с речью К. Р. Нараяна на тему «Почему экологическая политика нуждается в справедливости: обучение на экологичности бедных, чтобы построить наше общее будущее». В 2020 году она работала в комиссии ВОЗ — ЮНИСЕФ — The Lancet «Будущее для детей мира?», сопредседателями которой были Хелен Кларк и Ава-Мари Колл-Сек.

## Личная жизнь
20 октября 2013 году утром воскресенья Сунита пострадала в дорожно-транспортном происшествии во время езды на велосипеде близ Всеиндийского института медицинских наук. Её велосипед был сбит автомобилем, который двигался на скорости, когда она ехала в сады Лоди из своего дома в Грин-парке. Водитель автомобиля не остановился и прохожий доставил её во Всеиндийский институт медицинских наук. Она получила ранение лица и ортопедические травмы.

## В массовой культуре
Нараин появилась вместе с Леонардо Ди Каприо в документальном фильме «До потопа» и рассказала о влиянии изменения климата на муссоны в Индии и о том, как это влияет на фермеров.

## Публикации
- В 1989 году Сунита стала соавтором публикации «К зелёным силам», выступающей за местную демократию участия как ключ к устойчивому развитию.
- В 1991 году она была соавтором публикации «Глобальное потепление в неравном мире: случай экологического колониализма»[12]
- В 1992 году она стала соавтором «Навстречу зелёному миру: следует ли строить экологический менеджмент на основе юридических конвенций или прав человека?»[13]
- После Киотского протокола в 1997 году она работала над рядом статей и документов по вопросам, связанным с механизмами гибкости и необходимостью справедливости и прав в переговорах по климату.
- В 2000 году она была соредактором публикации «Зелёная политика: глобальные экологические переговоры»[14], в которой рассматриваются новые рамки экологической глобализации и выдвигается повестка дня для Юга по глобальным переговорам.
- В 1997 году, поддерживая заботу о заготовке воды, она совместно редактировала книгу «Умирающая мудрость: подъём, падение и потенциал водозаборных систем Индии»[15].
- С тех пор она работала над рядом статей о политических вмешательствах, необходимых для экогенерации сельской среды Индии и уменьшения бедности.
- В 1999 году она была соредактором пятого доклада «Статус окружающей среды Индии».
- и в 2001 году, «Сделать воду бизнесом для всех: практика и политика сбора воды»[16]

## Награды
- В 2004 году она получила премию Chameli Devi Jain Award как выдающаяся медиаперсона[англ.][17]
- В 2005 году она была награждена правительством Индии одной из высших госнаград: Падма Шри[18].
- В 2005 году Центр науки и окружающей среды под её руководством был награждён Стокгольмской водной премией[англ.][19].
- В 2009 году Калькуттским университетом ей было присвоено звание почётного доктора наук[20].
- Была награждена премией Раджа-Лакшми за 2009 года от Фонда Шри Раджа-Лакшми[англ.], Ченнаи[21].
- В 2016 году Нараин вошла в список 100 самых влиятельных людей по версии журнала Time[3]
- В 2016 году Нараин получила награду IAMCR за коммуникационные исследования в действиях по изменению климата[22]
- Эдинбургская медаль[англ.] (2020)[23]